# Ниписинг
Езерото Ниписинг (на английски: Lake Nipissing) е 9-о по големина езеро в провинция Онтарио. Площта му, заедно с островите в него е 832 км2, която му отрежда 50-о място сред езерата на Канада. Площта само на водното огледало без островите е 822 км2. Надморската височина на водата е 196 м.
Езерото се намира в югоизточната част на провинцията, на 63 км североизточно от езерото Хюрън. От запад на изток дължината му е 65 км, а максималната му ширина от север на юг е 25 км. В него се вливат множество неголеми реки (Стърджън Ривър, Саут Ривър и др.), а от югозападния му ъгъл изтича река Френч Ривър (110 км), вливаща се в езерото Хюрън. Водосборният басейн на езерото е 12 173 км2, обемът – 3,8 км3, а нивото на водата е на 196 м н.в., като годишното колебание е ± 1,2 м. Максимална дълбочина – 52 м.
Бреговата линия в сравнение с много други канадски езера е слабо разчленена с обща дължина от 795 км, като има няколко по-голими залива (Каландер на югоизток, Овър Кеш на север, Западен на запад), множество малки острови (обща площ 10 км2), полуострови и ръкави. От декември до април езерото е покрито с ледена кора. Обитавано е от 40 вида риби.
По бреговете на езерото са разположени няколко населени места – Норт Бей (на североизточното крайбрежие), Гарден Вилидж (на северното), Каландер (на югоизточното) и други по-малки. В и край езерото има създадени три провинциални парка: „Маниту Айлъндс“, на островите Маниту в североизточната част; „Уест Сънди Айлънд“, на южното крайбрежие и „Мишкинодж“, в най-западната част на езерото.
Според официално приетата версия езерото Ниписинг е открито от френските изследователи на Канада и Големите езера Самюел дьо Шамплен и Етиен Брюле през лятото на 1615 г., когато двамата се изкачват по река Отава и притока ѝ Матава, пресичат нисък, 4,5-километров вододел и откриват езерото, след което се спускат по откритата от тях река Френч Ривър и първи достигат до езерото Хюрън (залива Джорджиан Бей).
През следващите 200 години езерото е важен транспортен коридор за търговците на ценни животински кожи. Първите заселници по бреговете на езерото се появяват чак през 1874 г., а през 1882 г., с построяването на трансканадската жп линия по северния му бряг, значението му като транзитен пункт за стоки и преселници на запад значително нараства. Понастоящем водният транспорт по езерото, за разлика от миналото, е предназначен главно за обслужване на хилядите туристи посещаващи бреговете и водите му.

## Галерия
- Изглед от брега на езерото
- Аерофотоснимка на град Норт Бей
- Един от стотиците малки острови в езерото